# Луета
Луета (рум. Lueta) — село у повіті Харгіта в Румунії. Адміністративний центр комуни Луета.
Село розташоване на відстані 209 км на північ від Бухареста, 26 км на південний захід від М'єркуря-Чука, 69 км на північ від Брашова.

## Населення
За даними перепису населення 2002 року у селі проживали 3456 осіб.
Національний склад населення села:
| Національність | Кількість осіб | Відсоток |
| -------------- | -------------- | -------- |
| угорці         | 3448           | 99,8%    |
| румуни         | 7              | 0,2%     |

Рідною мовою назвали:
| Мова      | Кількість осіб | Відсоток |
| --------- | -------------- | -------- |
| угорська  | 3449           | 99,8%    |
| румунська | 7              | 0,2%     |